# Glicolipidă

Legarea unei glicolipide de bistratul fosfolipidic

Glicolipidele sunt lipide care au o glucidă atașată printr-o legătură glicozidică (covalentă). Rolul lor este de a menține stabilitatea membranei celulare și de a facilita recunoașterea celulară, care este crucială pentru răspunsul imunitar și în legăturile care permit celulelor să se conecteze între ele pentru a forma țesuturi. Glicolipidele se găsesc la suprafața tuturor membranelor celulelor eucariote, unde se extind din bistratul fosfolipidic în mediul extracelular.

## Structură
Caracteristica esențială a unei glicolipide este prezența unei monozaharide sau oligozaharide legate de o fracțiune lipidică. Cele mai frecvente lipide din membranele celulare sunt glicerolipidele și sfingolipidele, care au o structură bazată pe glicerol, respectiv de sfingozină. Acizii grași sunt conectați la această structură, astfel încât lipidele, per ansamblu, prezintă un cap polar și o coadă nepolară. Bistratul lipidic al membranei celulare este format din două straturi de lipide, cu suprafețele interioare și exterioare ale membranei alcătuite din grupurile capului polar, iar partea interioară a membranei este alcătuită din cozile nepolare ale acizilor grași.
Glucidele care sunt atașate la capetele polare din exteriorul celulei sunt componentele de legătură ale glicolipidelor și sunt, de asemenea, polare, ceea ce le permite să fie solubile în mediul apos din jurul celulei. Lipidele și zaharidele formează un glicoconjugat prin intermediul unei legături glicozidice, care este o legătură covalentă. Carbonul anomeric al glucidei se leagă de o grupă hidroxil liberă din molecula lipidelor. Structura acestor zaharide variază în funcție de structura moleculelor de care se leagă.